# Mieczysław Mentzen
Mieczysław Kazimierz Mentzen (ur. 19 grudnia 1957 w Mrągowie) – polski matematyk, doktor habilitowany nauk matematycznych, profesor Uniwersytetu Mikołaja Kopernika w Toruniu.

## Życiorys

### Wykształcenie i działalność naukowa
W 1976 ukończył liceum ogólnokształcące w Biskupcu, w 1984 studia matematyczne na Uniwersytecie Mikołaja Kopernika w Toruniu. Po ukończeniu studiów został zatrudniony na macierzystej uczelni w Zakładzie Analizy Matematycznej. W 1989 obronił pracę doktorską Ergodyczne własności podstawień wraz z pewnymi zastosowaniami metod w ogólnej teorii ergodycznej napisaną pod kierunkiem Jana Kwiatkowskiego. 30 listopada 2005 habilitował się na podstawie pracy zatytułowanej Rozszerzenia grupowe układów dynamicznych w teorii ergodycznej i dynamice topologicznej. Został zatrudniony na stanowisku profesora uczelni na Wydziale Matematyki i Informatyki Uniwersytetu Mikołaja Kopernika w Toruniu. Jest współautorem serii książek „Miniatury matematyczne” przygotowanych przez komitet organizacyjny konkursu Kangur Matematyczny i wydanych nakładem wydawnictwa Aksjomat.

### Działalność społeczna i polityczna
W trakcie studiów należał do czołowych toruńskich działaczy Niezależnego Zrzeszenia Studentów, tworzonego na UMK od 15 września 1980 przez Zbigniewa Nowka. Podczas I Krajowego Zjazdu Delegatów NSZZ „Solidarność” w hali Olivia w Gdańsku we wrześniu–październiku 1981 sprzedawał z grupą wysłanników toruńskiego NZS Archipelag GUŁag Aleksandra Sołżenicyna w wydaniu Toruńskiej Oficyny Niezależnej. W październiku 1981 został wybrany do składu zarządu NZS na Wydziale Matematyki, Fizyki i Chemii UMK. Podczas strajku studenckiego na UMK (19 XI–9 XII 1981) należał do sekcji propagandy Komitetu Strajkowego okupującej Dwór Artusa i wraz z Wojciechem Polakiem spalił tam kilkaset przeznaczonych dla torunian egzemplarzy „Strajku”, organu Socjalistycznego Związku Studentów Polskich, który krytykował działania NZS. Był zaangażowany w kolportaż wydanego przez NZS w dwóch numerach w kwietniu i maju 1982 podziemnego „Pisma Akademickiego”. Podczas stanu wojennego w połowie października 1982 razem m.in. z Wojciechem Polakiem i Grzegorzem Górskim znalazł się w składzie konspiracyjnego Tymczasowego Zarządu Uczelnianego NZS UMK. Był autorem jednego lub więcej listów przesłanych do Radia Wolna Europa na paryski adres kontaktowy, zorganizowany w czerwcu 1983 na potrzeby kampanii prasowej z inicjatywy jego promotora Jana Kwiatkowskiego przez Jana Hanasza, szefa toruńskiej „Solidarności” od aresztowań z przełomu kwietnia i maja 1982, z pomocą Seweryna Blumsztajna z biura „Solidarności” w Paryżu i Barbary Toruńczyk.

## Poglądy
W latach 80. został zwolennikiem Janusza Korwin-Mikkego, który wystąpił jako antykomunistyczny dyskutant obok Andrzeja Czumy i Aleksandra Halla podczas zorganizowanego przez NZS UMK Tygodnia Kultury Studenckiej w maju 1981. Był czytelnikiem tygodnika „Najwyższy Czas!”. Swoje sympatie polityczne przekazał synom, którzy wstąpili w 2007 do Unii Polityki Realnej.

## Życie prywatne
Syn Józefa Mentzena i Dominiki Serwaczyńskiej, ma starszą siostrę. Jego rodzice wzięli ślub w okolicach Tucholi w styczniu 1939. Według informacji Sławomira Mentzena Józef Mentzen walczył jako żołnierz Wojska Polskiego w bitwie nad Bzurą we wrześniu 1939, przez kilka miesięcy przebywał w niewoli niemieckiej. Po wysiedleniu w okolice Lublina był wykonawcą wyroków śmierci z ramienia Armii Krajowej, później żołnierzem 2 Armii Wojska Polskiego. Został aresztowany, a po ucieczce ponownie zatrzymany w Czechosłowacji. Z więzienia wyszedł na mocy amnestii w połowie lat 50.
Ze związku z Elżbietą, nauczycielką matematyki, Mieczysław Mentzen ma dwóch synów, Sławomira i Tomasza.